# 第18回ロサンゼルス映画批評家協会賞
第18回ロサンゼルス映画批評家協会賞は、ロサンゼルス映画批評家協会によって1992年の映画に贈られた映画賞である。1992年12月12日に行われた。

## 受賞
- 主演男優賞:
  - クリント・イーストウッド - 『許されざる者』

- 主演女優賞:
  - エマ・トンプソン - 『ハワーズ・エンド』

- 撮影賞:
  - チャオ・フェイ - 『紅夢』

- 監督賞: 
  - クリント・イーストウッド - 『許されざる者』

- ドキュメンタリー賞:
  - 『黒い収穫』
  - Threat

- 作品賞:
  - 『許されざる者』

- 外国映画賞:
  - 『クライング・ゲーム』（ イギリス 日本）

- アニメ映画賞:
  - 『アラジン』

- 音楽賞:
  - ズビグニエフ・プレイスネル - 『ダメージ』

- 脚本賞:
  - 『許されざる者』 - デヴィッド・ウェッブ・ピープルズ

- 助演男優賞: 
  - ジーン・ハックマン - 『許されざる者』

- 助演女優賞: 
  - ジュディ・デイヴィス - 『夫たち、妻たち』

- 生涯功労賞:
  - バッド・ベティカー

- ニュー・ジェネレーション賞
  - カール・フランクリン - 『運命の引き金』